# World Athletics Continental Tour 2024
Il World Athletics Continental Tour 2024 è la quinta edizione di questa serie di meeting internazionali di atletica leggera organizzata annualmente dalla World Athletics.
Il numero di eventi Gold è sceso a 11, rispetto ai 13 dell'edizione precedente. In realtà sarebbero dovuti essere 12, ma il 31 marzo il Botswana Golden Grand Prix è stato cancellato.

## I meeting

### Gold[3]
| Nº | Meeting                                                 | Stadio                        | Sede           | Data        |
| -- | ------------------------------------------------------- | ----------------------------- | -------------- | ----------- |
| 1  | Maurie Plant Meet - Melbourne                           | Lakeside Stadium              | Melbourne      | 15 febbraio |
|    | Botswana Golden Grand Prix                              | Stadio nazionale del Botswana | Gaborone       | 14 aprile   |
| 2  | Kip Keino Classic                                       | Kasarani Stadium              | Nairobi        | 20 aprile   |
| 3  | USATF Los Angeles Grand Prix                            | Drake Stadium                 | Los Angeles    | 18 maggio   |
| 4  | Seiko Golden Grand Prix                                 | Stadio nazionale del Giappone | Tokyo          | 19 maggio   |
| 5  | 63º Golden Spike Ostrava                                | Stadio comunale di Ostrava    | Ostrava        | 28 maggio   |
| 6  | USATF New York City Grand Prix                          | Icahn Stadium                 | New York       | 9 giugno    |
| 7  | Paavo Nurmi Games                                       | Stadio Paavo Nurmi            | Turku          | 18 giugno   |
| 8  | 6º Irena Szewińska Memorial                             | Stadio Zdzisław Krzyszkowiak  | Bydgoszcz      | 20 giugno   |
| 9  | FBK Games                                               | Fanny Blankers-Koen Stadion   | Hengelo        | 7 luglio    |
| 10 | Gyulai István Memorial - Hungarian Athletics Grand Prix | Bregyó Athletic Center        | Székesfehérvár | 9 luglio    |
| 11 | Memorial Borisa Hanžekovića                             | Sportski park Mladost         | Zagabria       | 8 settembre |

### Silver[4]
| Nº | Meeting                                        | Stadio                                   | Sede                 | Data              |
| -- | ---------------------------------------------- | ---------------------------------------- | -------------------- | ----------------- |
| 1  | The TEN                                        | JSerra Catholic HS                       | San Juan Capistrano  | 16 marzo          |
| 2  | Grand Prix international de Douala             | Stadio Paul Biya                         | Yaoundè              | 6 aprile          |
| 3  | Miramar Invitational                           | Ansin Sports Complex                     | Miramar              | 6 aprile          |
| 4  | Drake Relays                                   | Drake Stadium                            | Des Moines           | 22 - 27 aprile    |
| 5  | Penn Relays Carnival                           | Franklin Field                           | Filadelfia           | 27 aprile         |
| 6  | Bermuda Grand Prix                             | Flora Duffy Stadium                      | Devonshire           | 28 aprile         |
| 7  | USATF Throws Festival - Tucson Elite Classic   | Univ. of Arizona Roy P. Drachman Stadium | Tucson               | 2 - 4 maggio      |
| 8  | What's Gravity Challenger                      |                                          | Doha                 | 9 maggio          |
| 9  | Jamaica International Invitational             | National Stadium                         | Kingston             | 11 maggio         |
| 10 | Dromia International Sprint and Relays Meeting | Stadio Konstantinos Baglatzis            | Vari                 | 15 maggio         |
| 11 | 70° ORLEN Janusz Kusociński Memorial           | Stadio della Slesia                      | Chorzów              | 18 maggio         |
| 12 | Night of the 10,000m                           | Parliament Hill Fields Athletics Track   | Londra               | 18 maggio         |
| 13 | 59º International Pfingstsportfest Rehlingen   | Bungertstadion                           | Rehlingen            | 19 maggio         |
| 14 | GRAND SLAM - Jerusalem                         | Givat Ram Stadium                        | Gerusalemme          | 19 maggio         |
| 15 | International Marseille Meeting                | Stade Delort                             | Marsiglia            | 22 maggio         |
| 16 | Raiffeisen AUSTRIAN OPEN Eisenstadt            | Leichtathletikarena                      | Eisenstadt           | 22 maggio         |
| 17 | Trond Mohn Games                               | Fana Stadion                             | Bergen               | 22 maggio         |
| 18 | P-T-S meeting                                  | Štadión SNP                              | Banská Bystrica      | 24 maggio         |
| 19 | Meeting International de Dakar                 | Stade Annexe d’Abdoulaye Wade            | Diamniadio           | 25 maggio         |
| 20 | Meeting Stanislas Nancy                        | Stade Raymond-Petit                      | Tomblaine            | 25 maggio         |
| 21 | The HBCU Classic at The Edwin Moses Track      | Edwin Moses Track Morehouse College      | Atlanta              | 31 maggio         |
| 22 | MoC Grand Prix                                 | Yabatech Sport Complex                   | Lagos                | 31 maggio         |
| 23 | Racers Grand Prix                              | National Stadium                         | Kingston             | 1º giugno         |
| 24 | Grenada Invitational                           | Kirani James Athletic Stadium            | St. George's         | 6 giugno          |
| 25 | Edmonton Athletics Invitational                | Foote Field                              | Edmonton             | 13 giugno         |
| 26 | Harry Jerome Track Classic                     | Swangard Stadium                         | Burnaby              | 15 giugno         |
| 27 | Fly Athens                                     | Stadio Panathinaiko                      | Olimpia              | 16 giugno         |
| 28 | Filothei Women Gala                            | Filothei Stadium                         | Atene                | 19 giugno         |
| 29 | Meeting di Madrid                              | Estadio de Vallehermoso                  | Madrid               | 21 giugno         |
| 30 | Brněnská Laťka Olympia                         | Nákupní centrum Olympia                  | Brno                 | 22 giugno         |
| 31 | Czeslaw Cybulski Memorial                      | Golęcin Stadion                          | Poznań               | 23 giugno         |
| 32 | Pireaus Street Long Jump                       | Teatro Municipale di Pireo               | Il Pireo             | 23 giugno         |
| 33 | WACT Silver Hammer Throw Competition           | Sugár úti Atlétikai Centrum              | Szombathely          | 25 giugno         |
| 34 | Meeting international de Sotteville            | Stade Jean Adret                         | Sotteville-lès-Rouen | 4 luglio          |
| 35 | Ed Murphey Classic                             | Rhodes College                           | Memphis              | 11 - 13 luglio    |
| 36 | Spitzen Leichtathletik Luzern                  | Stadion Allmend                          | Lucerna              | 16 luglio         |
| 37 | Holloway Pro Classic                           | Percy Beard Track                        | Gainesville          | 19 luglio         |
| 38 | ISTAF Berlin                                   | Olympiastadion                           | Berlino              | 1º settembre      |
| 39 | 60º Palio Città della Quercia                  | Stadio Quercia                           | Rovereto             | 3 settembre       |
| 40 | Galà dei Castelli                              | Stadio Comunale                          | Bellinzona           | 9 settembre       |
| 41 | MoC Athletics Challenge Final                  | Godswill Akpabio International Stadium   | Uyo                  | 20 - 21 settembre |

### Bronze[5]
| Nº | Meeting                                                    | Stadio                                           | Sede                   | Data                  |
| -- | ---------------------------------------------------------- | ------------------------------------------------ | ---------------------- | --------------------- |
| 1  | Adelaide Invitational                                      | SA Athletics Stadium                             | Adelaide               | 10 febbraio           |
| 2  | Melbourne Invitational                                     | Lakeside Stadium                                 | Melbourne              | 15 febbraio           |
| 3  | International Track Meet                                   | Nga Puna Wai Sports Hub                          | Christchurch           | 24 febbraio           |
| 4  | Sir Graeme Douglas Memorial Track Classic                  | Douglas Track & Field                            | Auckland               | 10 marzo              |
| 5  | Continental Tour Ciudad de Santiago                        | Stadio Nazionale del Cile                        | Santiago del Cile      | 31 marzo              |
| 6  | Continental Tour Semana del Mar                            | Pista de Atletismo Justo Román                   | Mar del Plata          | 10 aprile             |
| 7  | Oklahoma Throws Series World Invitational                  | Millican Field at Throw Town                     | Ramona                 | 13 - 14 aprile        |
| 8  | Felix Sanchez Classic                                      | Estadio Luguelín Santos                          | Bayaguana              | 20 aprile             |
| 9  | The Hero                                                   | Palaia Fokaia Square Dimos Saronikou             | Atene                  | 24 aprile             |
| 10 | 58º Oda Mikio Memorial                                     | Hiroshima Municipal Stadium                      | Hiroshima              | 15 maggio             |
| 11 | Meeting Iberoamericano de Atletismo                        | Estadio Iberoamericano                           | Huelva                 | 30 aprile             |
| 12 | Track Fest                                                 | Jack Kemp Stadium                                | Los Angeles            | 2 - 3 maggio          |
| 13 | 39º Shizuoka International Athletics Meet                  | Shizuoka Stadium                                 | Fukuroi                | 3 maggio              |
| 14 | UAE Athletics Grand Prix                                   | Dubai Police Club Stadium                        | Dubai                  | 3 maggio              |
| 15 | 17º Ročník Hvězdného Házení                                | Městský stadion Střelnice                        | Domažlice              | 8 maggio              |
| 16 | 11º Kinami Michitaka Memorial Athletics Meet               | Stadio Nagai                                     | Osaka                  | 12 maggio             |
| 17 | Hylo Javelin Meeting                                       | ETSV Stadion                                     | Offenburg              | 12 maggio             |
| 18 | "Filathlitikos Kallitheas" International Jumping Meeting   | Municipal Gymnasium National Resistance          | Kallithea              | 15 maggio             |
| 19 | Canarias Athletics Invitationa                             | Centro de Atletismo de Tenerife                  | Santa Cruz de Tenerife | 15 maggio             |
| 20 | Montreuil International Meeting                            | Stade des Grands-Pêchers                         | Montreuil              | 16 maggio             |
| 21 | Cyprus International Athletics Meeting                     | Stadio Tsirio                                    | Limassol               | 17 maggio             |
| 22 | Liese Prokop Memorial                                      | Sportzentrum Niederösterreich                    | St. Pölten             | 17 maggio             |
| 23 | Meeting Jaén Paraiso Interior                              | Polideportivo Municipal                          | Andújar                | 17 maggio             |
| 24 | Meeting de la Martinique                                   | Stade Louis-Achille                              | / Fort-de-France       | 18 maggio             |
| 25 | Meeting International Montgeron-Essonne                    | Stadio Pierre de Coubertin                       | Montgeron              | 19 maggio             |
| 26 | Grande Prémio Brasil de Atletismo-Niteró                   | Pista dell'Università federale Fluminense        | Rio de Janeiro         | 19 maggio             |
| 27 | Míting Internacional d'Atletisme Ciutat de Barcelona       | Estadi Joan Serrahima                            | Barcellona             | 16 giugno             |
| 28 | Venizeleia-Chania International Meeting                    | Elena Venizelou National Stadium                 | La Canea               | 19 maggio             |
| 29 | G. Arzumanov Memorial                                      | AFU Athletics Stadium                            | Tashkent               | 22 maggio             |
| 30 | Kladno hází a Kladenské Memoriály                          | Mestský Stadion Sletište                         | Kladno                 | 22 maggio             |
| 31 | Mestský Stadion Sletište                                   | Stadion Miejski                                  | Oleśnica               | 22 maggio             |
| 32 | Jõhvi 2024 - Heino Lipp Memorial                           | Heino Lipu staadion                              | Jõhvi                  | 23 maggio             |
| 33 | 1500m Elite Jessheim                                       | Friidrettsstadion                                | Jessheim               | 24 maggio             |
| 34 | Anhalt 2024 - 26º Internationales Leichtathletik Meeting   | Paul Greifzu Stadium                             | Dessau                 | 24 maggio             |
| 35 | Gorzów Meeting                                             | Stadion im.Lubuskich Olimpijczyków               | Gorzów Wielkopolski    | 24 maggio             |
| 36 | True Athletes Classics                                     | Stadion Manfort                                  | Leverkusen             | 25 maggio             |
| 37 | Hallesche Werfertage                                       | Werferzentrum Brandberge                         | Halle                  | 25 - 26 maggio        |
| 38 | IFAM Outdoor                                               | Boudewijnstadion                                 | Bruxelles              | 25 - 26 maggio        |
| 39 | Hungarian GP Series - Budapest                             | MTK Lantos Mihály Sportközpont                   | Budapest               | 26 maggio             |
| 40 | Meeting International de Forbach                           | Stade Omnisports Schlossberg                     | Forbach                | 26 maggio             |
| 41 | Opolski Festiwal Skoków                                    | Miejski Stadion                                  | Opole                  | 26 maggio             |
| 42 | 2ºnd Belt and Road Athletics Invitation Meeting            | Stadio del Centro sportivo olimpico di Chongqing | Chongqing              | 27 - 29 maggio        |
| 43 | Pärnu beach stadium meeting                                | Pärnu Rannastaadion                              | Pärnu                  | 28 maggio             |
| 44 | Lisek w domu - International Pole Vault Meeting            | Centrum Animacji Kultury                         | Duszniki               | 31 maggio             |
| 45 | MoC Invitational                                           | Yabatech Sport Complex                           | Lagos                  | 31 maggio - 1º giugno |
| 46 | Iron Wood Classic                                          | Iron Wood Throwers Center                        | Rathdrum               | 1º giugno             |
| 47 | Oceania Invitational                                       | HFC Bank Stadium                                 | Suva                   | 1º giugno             |
| 48 | 2024 Taiwan Athletics Open                                 | Taipei Municipal Stadium                         | Taipei                 | 1º - 2 giugno         |
| 49 | Josef Odložil Memorial                                     | Stadion Juliska                                  | Praga                  | 3 giugno              |
| 50 | Royal City Inferno Track and Field Festival                | Alumni Stadium                                   | Guelph                 | 4 giugno              |
| 51 | Portland Track Festival                                    | Griswold Stadium                                 | Portland               | 8 - 9 giugno          |
| 52 | Meeting Nikaïa                                             | Stadio Charles Ehrmann                           | Nizza                  | 15 giugno             |
| 53 | Night of Athletics                                         | Stadion De Veen                                  | Heusden-Zolder         | 15 giugno             |
| 54 | Folksam GP Sollentuna                                      | Sollentunavallen                                 | Sollentuna             | 16 giugno             |
| 55 | Meeting International d'Athlétisme de Troyes Aube          | Stade d'Athletisme Pierre Voillequin             | Troyes                 | 16 giugno             |
| 56 | Boysen Memorial                                            | Bislett Stadion                                  | Oslo                   | 18 giugno             |
| 57 | XIX Reunión Internacional Villa de Bilbao                  | Polideportivo Zorrotza                           | Bilbao                 | 18 giugno             |
| 58 | Meeting International d'Athlétisme de la Province de Liège | Stade Naimette-Xhovémont                         | Liegi                  | 19 giugno             |
| 59 | JBL Jump Fest                                              | Alzbetina street                                 | Košice                 | 19 - 20 giugno        |
| 60 | La Classique d'athlétisme de Montréal                      | Stade des Grands-Pêchers                         | Montréal               | 21 giugno             |
| 61 | Atleticageneve - EAP                                       | Centre sportif Bout-du-Monde                     | Ginevra                | 22 giugno             |
| 62 | Motonet GP Kuortane                                        | Kuortaneen keskusurheilukenttä                   | Kuortane               | 22 giugno             |
| 63 | Toulouse Capitole Perche                                   | Piazza del Campidoglio                           | Tolosa                 | 22 giugno             |
| 64 | XXXIII Qosanov Memorial                                    | Olympic Training Base                            | Astana                 | 22 - 23 giugno        |
| 65 | Continental Tour Memorial Alex Quiñonez                    | Padre Carolo                                     | Quito                  | 23 giugno             |
| 66 | Folksam Grand Prix Karlstad                                | Sola Arena                                       | Karlstad               | 4 luglio              |
| 67 | Cork City Sports                                           | Munster Technological University Track           | Cork                   | 9 luglio              |
| 68 | Morton Games                                               | Morton Stadium                                   | Dublino                | 12 luglio             |
| 69 | 46º Grand Prix Nove Mesto nad Metuji 2024                  | General Klapálek ́s stadium                       | Nové Město nad Metují  | 13 luglio             |
| 70 | Moore-Guldensporenmeeting                                  | Sportcentrum Wembley                             | Kortrijk               | 13 luglio             |
| 71 | Internationales Hochsprungmeeting Heilbronn                | Marktplatz                                       | Heilbronn              | 13 - 14 luglio        |
| 72 | Meeting Sport e Solidarietà Lignano                        | Stadio Guido Teghil                              | Lignano Sabbiadoro     | 14 luglio             |
| 73 | 18º Schönebecker SoleCup                                   | UNION-Stadion                                    | Schönebeck             | 20 luglio             |
| 74 | 21º Internationaler Thumer Werfertag                       | Stadion an der Wiesenstraße                      | Thum                   | 16 agosto             |
| 75 | Golden Sand                                                | Promenada Gwiazd                                 | Miedzyzdroje           | 17 agosto             |
| 76 | Tampere Motonet GP                                         | Tampereen stadion                                | Tampere                | 25 agosto             |
| 77 | International Wiesław Maniak Memorial                      | Wieslaw Maniak Municipal Athletic Stadium        | Stettino               | 28 agosto             |
| 78 | Memorial Zbigniewa Ludwichowskiego                         | Uniwersytetu Warmińsko-Mazurskiego               | Olsztyn                | 1º settembre          |
|    | XXXVII Meeting Città di Padova                             | Stadio Daciano Colbachini                        | Padova                 | 1º settembre          |
| 79 | Copenhagen Athletics Games                                 | Østerbro Stadium                                 | Copenaghen             | 3 settembre           |
| 80 | Grand Prix Lombardia - Brescia 2024                        | Centro Gabre Gabric                              | Brescia                | 8 settembre           |
|    | Gran Milan Athletic Gala                                   | Arena Civica Gianni Brera                        | Milano                 | 9 settembre           |
| 81 | Yogibo Athletics Challenge Cup 2024                        | Denka Big Swan Stadium                           | Niigata                | 28-29 settembre       |

### Challenger[6]
Nella sottostante tabella sono riportati solo i meeting svolti in Italia.
| Nº | Meeting                                      | Stadio                              | Sede                    | Data      |
| -- | -------------------------------------------- | ----------------------------------- | ----------------------- | --------- |
| 1  | XIIIº Meeting Internazionale Città di Savona | Complesso polisportivo "Fontanassa" | Savona                  | 15 maggio |
| 2  | III Meeting Internazionale Città di Lucca    | Campo Scuola Moreno Martini         | Lucca                   | 19 maggio |
| 3  | Grifone Meeting                              | Campo di Atletica                   | Asti                    | 23 maggio |
| 4  | Atletica 2000 Meeting                        | Polisportivo Comunale               | San Vito al Tagliamento | 2 giugno  |
| 5  | Meeting Internazionale Città di Nembro       | Centro Sportivo Saletti             | Nembro                  | 19 giugno |
| 6  | Triveneto Meeting Internazionale             | Campo Sportivo G. Draghicchio       | Trieste                 | 22 giugno |
| 7  | Meeting EAP Arcobaleno                       | Centro Sportivo G. Olmo-P. Ferro    | Celle Ligure            | 17 luglio |